# Rothmannia ravae
Rothmannia ravae är en måreväxtart som först beskrevs av Emilio Chiovenda, och fick sitt nu gällande namn av Diane Mary Bridson. Rothmannia ravae ingår i släktet Rothmannia och familjen måreväxter. Inga underarter finns listade i Catalogue of Life.